# HIP 3618
HIP 3618 est une étoile naine orange dans la constellation des Poissons. À 125 années-lumière, elle brille à une magnitude visuelle apparente de 10,74.